# 同心 (单曲)
（同心）是中国歌手阿兰·达瓦卓玛以alan之名在日本的第二张单曲，歌曲的主旨是：节约地球的水资源。该单曲后来还被翻唱为中文版本《一个》收录于alan在中国发行的首张EP《心·战～RED CLIFF～》里。 
C/W曲后来被重新翻唱为中文版本《迷失的祝福》收录于alan在中国发行的首张EP《心·战～RED CLIFF～》里。

## 收录内容

### CD
1. （同心）
  - 作词：吉元由美　作曲：菊池一仁　编曲：中野雄太
2. - 作词：夏川サファリ　作曲：菊池一仁　编曲：ats-
3. - 作词：御徒町凧　作曲：菊池一仁　编曲：京田誠一
4. sign
  - 作曲：菊池一仁　编曲：菊池一仁、tasuku
5. (Instrumental)
6. (Instrumental)
7. (Instrumental)

### DVD
1. (Music video)
2. (Image clip)